# Karluk (Alaska)
Pour les articles homonymes, voir Karluk.
Karluk est une localité d'Alaska (CDP) aux États-Unis dans le Borough de l'île Kodiak dont la population était de 37 habitants lors du recensement de 2010.

## Situation - climat
Elle est située sur la côte ouest de l'île Kodiak, sur la rivière Karluk, à 142 km à vol d'oiseau de Kodiak et à 484 km d'Anchorage.
Le climat est maritime, avec des nuages fréquents et du brouillard. Le vent peut y être très fort de décembre à février. Les températures vont de −1 °C à 12 °C.

## Histoire - activités

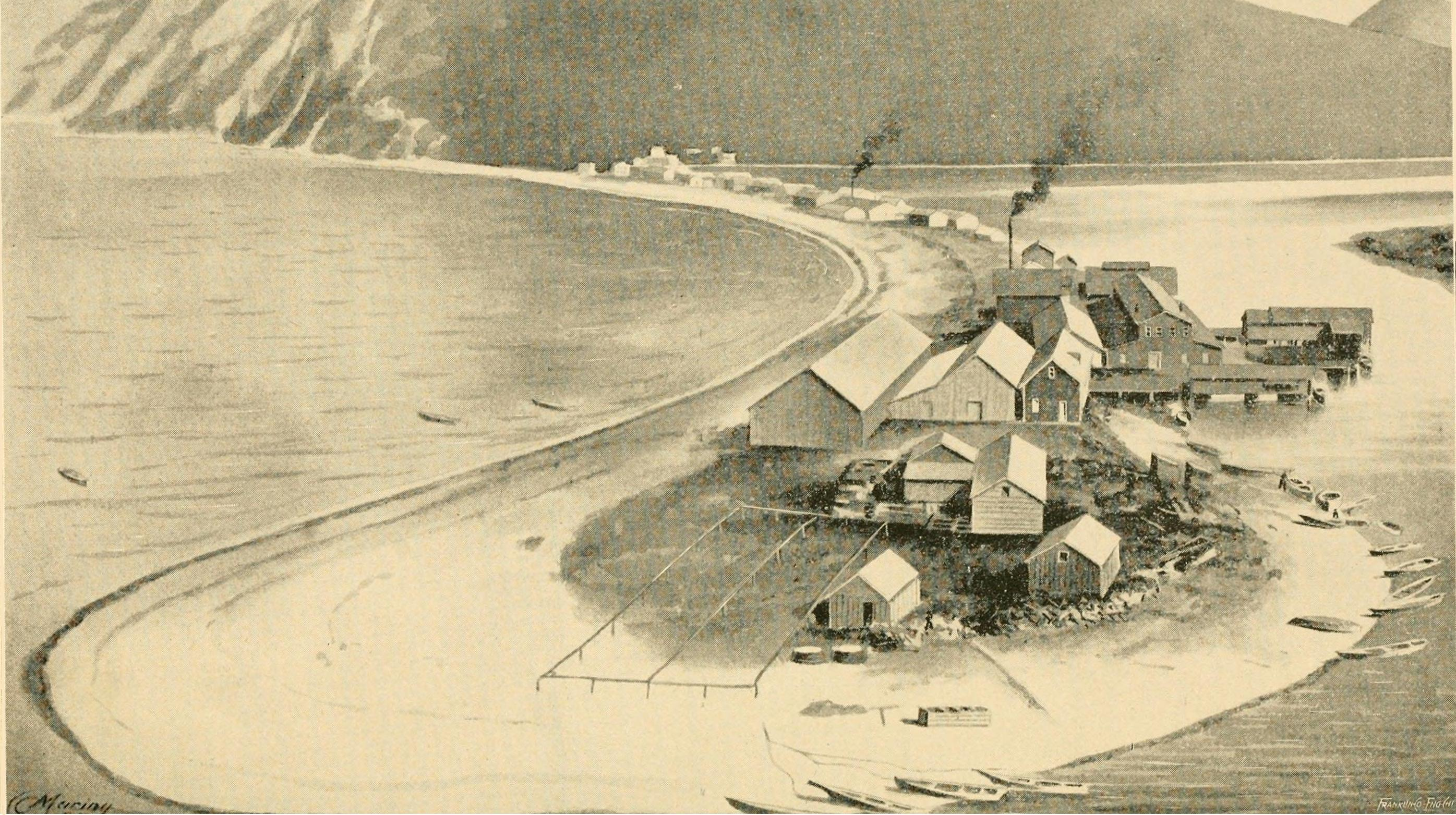
Karluk en 1895

La zone de l'embouchure de la rivière Karluk était peuplée depuis 7000 ans, de nombreux sites archéologiques existent. Ultérieurement, les chasseurs russes ont établi là un comptoir en 1786. À l'époque, le village était situé sur les deux rives de la rivière. Entre 1790 et 1850 il existait de nombreuses tanneries, et conserveries de poisson. En 1900, Karluk était renommée pour avoir la plus grande usine de conservation de saumon. La poste a ouvert en 1892. Touteois, en 1930 les établissements de traitement du poisson ont dû fermer à cause de la sur-pêche.
Après un orage particulièrement violent en 1978, le conseil du village a décideé de déplacer la communauté sur son site actuel, en amont, sur la rive sud du lagon.
La pêche et le traitement du poisson demeurent encore la principale activité du village. Les habitants pratiquent aussi une économie de subsistance à base de chasse et de pêche.

## Démographie
| 1880 | 1890  | 1900 | 1910 | 1920 | 1930 |
| ---- | ----- | ---- | ---- | ---- | ---- |
| 302  | 1 123 | 470  | 549  | 99   | 192  |

| 1940 | 1950 | 1960 | 1970 | 1980 | 1990 |
| ---- | ---- | ---- | ---- | ---- | ---- |
| 189  | 144  | 129  | 98   | 96   | 71   |

| 2000 | 2010 | - | - | - | - |
| ---- | ---- | - | - | - | - |
| 27   | 37   | - | - | - | - |

## Sources et références
- (en) CIS

- (en) Cet article est partiellement ou en totalité issu de l’article de Wikipédia en anglais intitulé « Karluk, Alaska » (voir la liste des auteurs).

1. ↑  « Statistiques des États-Unis - Alaska - Profils des communautés de 2010 » (consulté en novembre 2020)